# Alafaya
Alafaya ist  ein census-designated place (CDP) im Orange County im US-Bundesstaat Florida mit 92.452 Einwohnern (Stand: 2020). 

## Geographie
Alafaya liegt rund zehn Kilometer östlich von Orlando. Der CDP wird von den Florida State Roads 50, 408 (East-West Expressway, mautpflichtig) und 434 durchquert.

## Demographische Daten
Laut der Volkszählung 2010 verteilten sich die damaligen 78.113 Einwohner auf 30.872 Haushalte. Die Bevölkerungsdichte lag bei 794,6 Einw./km². 71,5 % der Bevölkerung bezeichneten sich als Weiße, 10,4 % als Afroamerikaner, 0,3 % als Indianer und 6,8 % als Asian Americans. 7,0 % gaben die Angehörigkeit zu einer anderen Ethnie und 4,0 % zu mehreren Ethnien an. 32,6 % der Bevölkerung bestand aus Hispanics oder Latinos.
Im Jahr 2010 lebten in 42,4 % aller Haushalte Kinder unter 18 Jahren sowie 12,2 % aller Haushalte Personen mit mindestens 65 Jahren. 70,5 % der Haushalte waren Familienhaushalte (bestehend aus verheirateten Paaren mit oder ohne Nachkommen bzw. einem Elternteil mit Nachkomme). Die durchschnittliche Größe eines Haushalts lag bei 2,86 Personen und die durchschnittliche Familiengröße bei 3,30 Personen.
29,7 % der Bevölkerung waren jünger als 20 Jahre, 35,7 % waren 20 bis 39 Jahre alt, 25,5 % waren 40 bis 59 Jahre alt und 9,0 % waren mindestens 60 Jahre alt. Das mittlere Alter betrug 30 Jahre. 49,1 % der Bevölkerung waren männlich und 50,9 % weiblich.
Das durchschnittliche Jahreseinkommen lag bei 63.440 $, dabei lebten 12,2 % der Bevölkerung unter der Armutsgrenze.